# إينغفار ساندستروم
إينغفار ساندستروم (بالسويدية: Ingvar Sandström)‏ هو متزحلق سويدي، ولد في 3 سبتمبر 1942 في Lycksele ‏ في السويد.

## وصلات خارجية
- إينغفار ساندستروم على موقع الاتحاد الدولي للتزلج (التزلج الريفي) (الإنجليزية)
- إينغفار ساندستروم على موقع أوليمبيديا (الإنجليزية)
- إينغفار ساندستروم على موقع اللجنة الأولمبية السويدية (السويدية)